# Biến hình

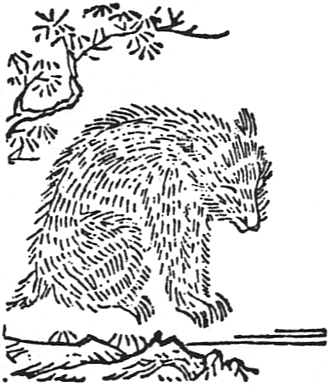
Trong truyền thuyết Nhật Bản, lửng Nhật Bản có khả năng biến hóa hình dạng, biết đến với tên gọi Mujina. Trong Nhật Bản thư kỷ, mujina được cho là có khả năng hát và biến hóa hình dạng người

Biến hình (Shapeshifting) hay biến hóa hoặc thay hình đổi dạng trong thần thoại, văn học dân gian và những câu chuyện hư cấu là khả năng biến đổi thể chất, hình thể, bề ngoài hay nói gọn là biến hóa thành thứ khác, thông qua khả năng siêu phàm vốn có, dựa vào phép thần thông của thần thánh, hay bị sự thao túng của ma quỷ, vì phép thuật, trúng tà thuật hoặc được thừa hưởng khả năng đó. Ý tưởng về sự thay hình đổi dạng chứa đựng trong các hình thức cổ xưa nhất của thuyết vật linh và ma giáo, cũng như các truyền thống văn học và sử thi lâu đời nhất tồn tại như Sử thi Gilgamesh và Iliad.
Khái niệm biến hình vẫn là một hình thức phổ biến trong truyện giả tưởng thời hiện đại, văn học thiếu nhi và văn hóa đại chúng. Các sinh vật biến hình (kẻ biến hình) phổ biến trong văn hóa dân gian phương Tây là người sói và ma cà rồng (chủ yếu có nguồn gốc từ châu Âu, Canada và thổ dân châu Mỹ), các loài thú thành tinh của vùng Đông Á (như hồ ly tinh/Cáo chín đuôi ở Trung Quốc và Việt Nam, Kitsune của Nhật Bản và Kumiho của Hàn Quốc), và các vị thần, nữ thần và ác quỷ, ma quái nhiều thần thoại, chẳng hạn như Loki Bắc Âu hoặc Proteus của Hy Lạp. Ở Trung Quốc thì có nhân vật Tôn Ngộ Không có phép biến hóa thần thông.

## Trong văn hóa
Biến hình thành hình dạng của một con sói được gọi là Lycanthropy, và những sinh vật trải qua sự thay đổi và chuyển đổi như vậy được gọi là lycanthropes. Một dạng người hóa thú hay thú hóa (Therianthropy) là thuật ngữ tổng quát hơn để chỉ sự thay hình đổi dạng giữa người và động vật. Việc các vị thần thánh biến người phàm thành loài vật như một sự trừng phạt, thử thách cũng rất phổ biến trong mô típ văn hóa, chuyện kể. Trong khi ý tưởng phổ biến về người biến hình là một con người biến thành một thứ khác, có rất nhiều câu chuyện về động vật cũng có thể tự biến đổi và biến thành người hoặc có thể ở trong lốt người khi đã sống lâu và tu luyện thành tinh.
Thần thoại Ấn Độ cổ đại kể về con rắn thần Nāga đôi khi có thể mang hình dáng con người. Kinh thánh mô tả Rakshasa biến hình (quỷ) giả dạng động vật để đánh lừa con người. Ramayana cũng bao gồm Vanara, một nhóm các hình người giống hệt người sở hữu sức mạnh siêu nhiên và có thể thay đổi hình dạng của chúng. Yoginis có liên quan đến khả năng biến hình thành động vật giống cái. Trong truyện ngụ ngôn Ấn Độ có một người chăn trâu phải lòng một con chó có khả năng biến thành phụ nữ khi cô ấy tắm. Ở Kerala, có một truyền thuyết về gia tộc Odiyan, những người trong dân gian Kerala được cho là đàn ông có khả năng biến đổi hình dạng và có thể giả dạng động vật.
Thần thoại Philippines có quái vật Aswang, một con quái vật ma cà rồng có khả năng biến thành dơi, hoặc biến thành một con chó đen lớn, hay một con mèo đen, hoặc một con lợn đen hoặc một số hình dạng khác để rình rập con người vào ban đêm. Văn học dân gian Philippines cũng đề cập đến những sinh vật khác như Kapre, Tikbalang và Engkanto, chúng thay đổi ngoại hình để thu hút những thiếu nữ xinh đẹp. Ngoài ra, một loại bùa hộ mệnh (được gọi là "anting-anting" hoặc "birtud" trong phương ngữ địa phương), có thể hiển linh làm cho chủ nhân của chúng khả năng thay đổi hình dạng. Trong một câu chuyện có tên Người vợ khỉ Chonguita kể về một phụ nữ bị biến thành khỉ, và bà ta chỉ trở lại thành người nếu cô ấy có thể kết hôn với một người đàn ông đẹp trai.
Thần thoại Trung Quốc cũng có nhiều nhiều câu chuyện về những động vật biến hóa và có khả năng mang hình dáng con người hay đội lốt người, phổ biến nhất là hồ ly linh là một linh hồn của con cáo thành tinh hồ ly thường xuất hiện dưới dạng một thiếu nữ xinh đẹp và truyền thuyết hồ ly tinh hay cáo chín đuôi cũng xuất hiện trong thần thoại Việt Nam hay trong văn hóa dân gian Việt Nam, nói chung, những kẻ biến hình như vậy hầu hết đều nguy hiểm, nhưng một số đặc điểm như các nữ anh hùng trong truyện diễm tình chẳng hạn như nữ Bạch Xà trong truyền thuyết Thanh Xà-Bạch Xà là một trong những huyền thoại như vậy, vốn một con rắn phải lòng một người đàn ông, và câu chuyện kể lại những thử thách mà vợ chồng cô phải đối mặt trước những nghịch cảnh.
Trong văn hóa dân gian Nhật Bản, ōbake là một loại yêu quái (yōkai) có khả năng biến hình. Cáo chín đuôi Kitsune là một trong những loài được biết đến nhiều nhất, nhưng những sinh vật khác như vậy bao gồm Bakingneko, Mujina và Tanuki. Thần thoại Hàn Quốc cũng có một con cáo với khả năng biến hình, không giống như hình mẫu cáo thành tinh ở Trung Quốc và Nhật Bản, thì Kumiho luôn ác độc, thường thì hình dạng của nó là của một phụ nữ trẻ đẹp mà một câu chuyện kể lại một người đàn ông, một kẻ sẽ trở thành kẻ quyến rũ đã lấy nhằm Kumiho có chín chiếc đuôi và vì cô ấy mong muốn trở thành một con người, cô ấy đã sử dụng vẻ đẹp của mình để quyến rũ đàn ông và ăn trái tim của họ với niềm tin rằng khi ăn đủ 100 chiếc gan sẽ biến cô ấy thành một con người thực sự.